# Macrotrachela hewitti
Macrotrachela hewitti är en hjuldjursart som först beskrevs av Murray 1911.  Macrotrachela hewitti ingår i släktet Macrotrachela och familjen Philodinidae. Inga underarter finns listade i Catalogue of Life.